# Frank Churchill
Frank Churchill (Rumford, 20 de outubro de 1901 — Castaic, 14 de maio de 1942) foi um compositor estadunidense. Venceu o Oscar de melhor trilha sonora na edição de 1942 por Dumbo, ao lado de Oliver Wallace.